# Pálháza
Pálháza è una città dell'Ungheria di 1.143 abitanti (dati 2001). È situata nella contea di Borsod-Abaúj-Zemplén, 87 km a est dal capoluogo Miskolc.

## Storia
La zona è abitata dai tempi antichi. La città è menzionata per la prima volta in un documento nel 1387, e la sua fondazione è datata agli anni '20 del XIV secolo, come sobborgo di Füzér. È stata distrutta più volte nel corso dei secoli durante le guerre degli Hussiti e durante le invasioni ottomane in Europa. Divenne disabitata nel 1711 a seguito di un'epidemia di peste.
È necessario risalire fino all'anno 1786, per trovare nuove testimonianze scritte riguardo alla storia del luogo. Nel 1875 fu costruito un mulino per legno, nucleo primigenio dell'odierna fabbrica di legname. Ad esso seguì la costruzione di una linea ferroviaria a scartamento ridotto, che fu anche la prima ferrovia forestale in Ungheria.
Dopo la stipula del Trattato del Trianon nel 1920,  divenne una zona di confine del nuovo Stato ungherese, e tornò ad un'economia fiorente, anche in virtù dell'apertura di una miniera nel 1958. Malgrado le proteste degli abitanti, la linea forestale fu demolita nel 1980 per essere ripaerta nuovoa e potenziata nel 1989.
La prima fiera degli animali fu organizzata nel 1914. Ottenne lo status di città nel 2005 diventando la più piccola città dell'Ungheria.